# Ohnemichel
Ohnemichel leitet sich aus einem Wortspiel ab: zusammengesetzt aus „ohne“ und „mich“, wobei das Personalpronomen mich zum „Michel“ verlängert wird und so an das Bild des deutschen Michels anknüpft, eine in der frühen Neuzeit entstandene nationale Personifikation der Deutschen, die heute fast nur noch in der Karikatur Verwendung findet.
Die Begriffsschöpfung Ohnemichel wurde ab 1958 als abwertende Bezeichnung für einen Wiederaufrüstungskritiker und Wehrdienstverweigerer in der jungen Bundesrepublik Deutschland verwendet. Propagandistisch versuchte der Begriff, die Wiederbewaffnung Westdeutschlands und die Wiedereinführung der allgemeinen Wehrpflicht zu unterstützen, als Reaktion auf die Ohne mich-Bewegung. Diese hatte sich als erste pazifistische Protestbewegung der Bundesrepublik in der ersten Hälfte der 1950er Jahre gebildet. Sie war wegen des als Reaktion auf den Krieg weit verbreiteten deutschen Antimilitarismus der Nachkriegszeit eine durchaus wirkungsvolle soziale Bewegung.
Im übertragenen Sinne wurde der Begriff auch verwendet als ironisch-abwertende Bezeichnung für
- einen Feigling oder Drückeberger,
- einen zurückgezogenen Privatmann, der dem Gemeinwesen Gleichgültigkeit entgegenbringt,
- einen unsteten und gesinnungslosen Menschen,
- einen Nichtwähler oder politikverdrossenen Bürger.[1]

Im Jahr 1964 provozierte die Aktion Gemeinsinn mit der Figur „Herr Ohnemichel“ und rief damit zu mehr bürgerschaftlichem Engagement auf. Dies war eine der erfolgreichsten Kampagnen dieser überparteilichen Bürgerinitiative.
Im Zusammenhang mit der deutschen Europapolitik wurde der Begriff 2011 – in der Abwandlung Ohnemichelei – von dem Soziologen Ulrich Beck wieder aufgegriffen und auf das politische Handeln einer ganzen Regierung übertragen.